# Grewia angustisepala
Grewia angustisepala là một loài thực vật có hoa trong họ Cẩm quỳ. Loài này được H.T.Chang mô tả khoa học đầu tiên năm 1982.